# Département de Leales
Le département de Leales est une des 17 subdivisions de la province de Tucumán, en Argentine. Son chef-lieu est la ville de Bella Vista.
Le département a une superficie de 2 027 km2. Sa population s'élevait à 50 090 habitants, suivant le recensement de 2001 (source : INDEC).

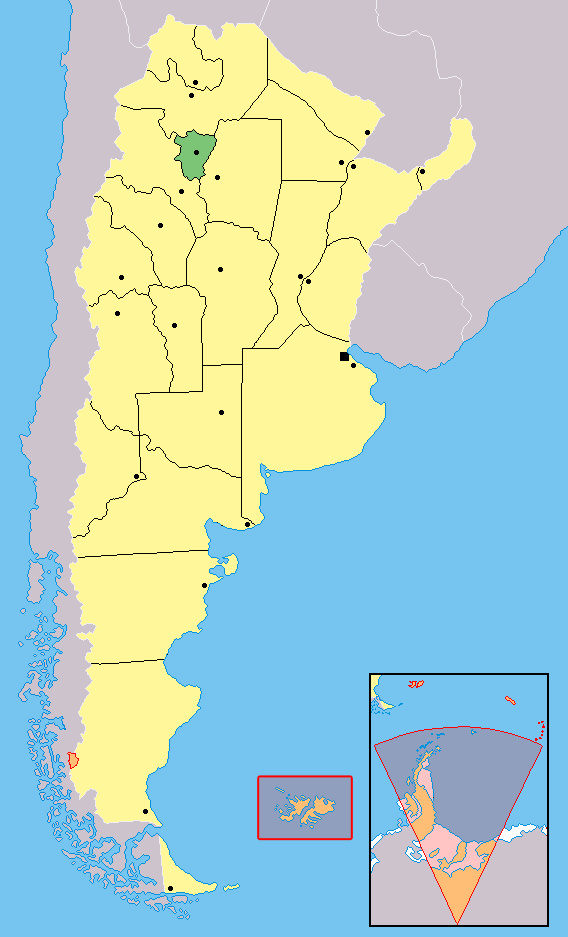
Localisation de la province de Tucumán en Argentine